# 裴旻
裴旻（？—？），唐朝開元年間人士。曾被唐文宗稱李白的詩歌、張旭的草書、裴旻的劍舞為「三絕」。李白曾想向裴旻學劍。

## 有關記載
- 據《獨異志》載，他“擲劍入雲，高數十丈，若電光下射，漫引手執鞘承之，劍透空而入，觀者千百人，無不涼惊栗”。
- 裴旻為龍華軍使，守北平。北平多虎。旻善射。嘗一日斃虎三十有一，既而於山下四顧自矜。有父老至曰：“此皆彪也，似虎而非。將軍若遇真虎，無能為也。”旻曰：“真虎安在？”老父曰：“自此而北三十里，往往有之。”旻躍馬而往，次叢薄中。果有一虎騰出，狀小而勢猛，據地一吼，山石震裂。旻馬闢易，弓矢皆墜，殆不得免。自此慚懼，不复射虎。（出《唐國史補》）

## 有關古詩
|  | 顏真卿〈贈裴將軍〉 大君制六合，猛將清九垓。 戰馬若龍虎，騰陵何壯哉。 將軍臨八荒，烜赫耀英材。 劍舞若遊電，隨風縈且回。 登高望天山，白雲正崔巍。 入陣破驕虜，威名雄震雷。 一射百馬倒，再射萬夫開。 匈奴不敢敵，相呼歸去來。 功成報天子，可以畫麟臺。 |